# 拉茲格勒
拉茲格勒 （保加利亞語：Разград；英語：Razgrad）是位於保加利亞東北部的一個城市，是拉茲格勒州的首府，位於以往的古羅馬城鎮阿伯里圖斯（Abritus）。拉茲格勒是保加利亞土耳其族人口比例較高的一個城市，土族人口占了當地總人口的27%。保加利亞人占69%，其余4%大部分是茨岡人。
拉茲格勒的地標包括19世紀的瓦洛沙建築群、民族博物館、1864年所建的特色鐘樓、1860年的聖尼古拉斯教堂、解放者墓地及1530年的易卜拉欣帕夏清真寺（Ibrahim Pasha Mosque）。除了伊斯坦堡，據說易卜拉欣帕夏清真寺是巴爾幹半島半島第三大的清真寺，清真寺的重建工作在共產時代便開始，至今仍未完成。
251年，阿伯里圖斯戰役（Battle of Abrittus）在這裡發生，哥特人擊敗了德西烏斯和赫倫尼烏斯領導的羅馬軍隊。在這次戰役裡第一次有羅馬皇帝被殺。
在奧斯曼時代，拉茲格勒的土耳其名稱是「希扎爾格勒」（Hezargrad）。南極洲南设得兰群岛格林尼治島（Greenwich Island）上的拉茲格勒峰（Razgrad Peak）以此命名。

## 友好城市
- 俄羅斯奧廖爾
- 德國維滕貝爾格
- 英國阿馬郡阿馬
- 法國香檳沙隆
- 土耳其伊斯坦堡阿瓦西拉爾
- 中華人民共和國揚州市
- 美國不倫瑞克
- 荷蘭阿森

## 圖片

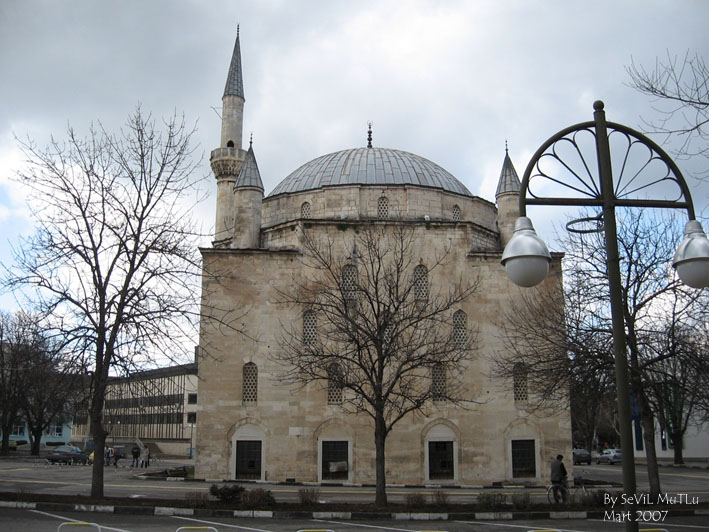
拉茲格勒市中心的易卜拉欣帕夏清真寺
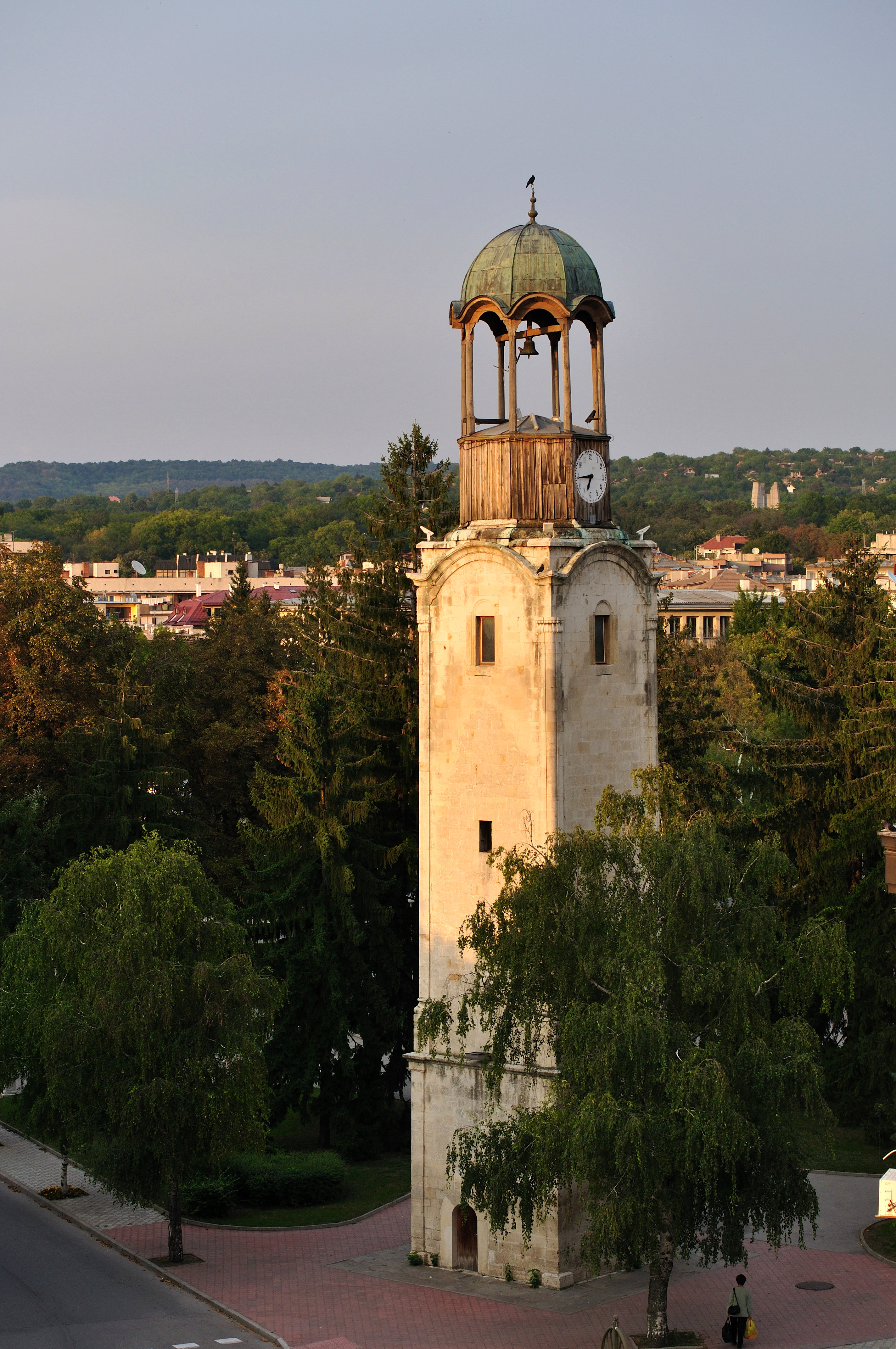
拉茲格勒鐘樓

## 註腳
1. ↑  Pat Southern. . Routledge. 2001年: 第75頁. ISBN 0203451597 （英语）.

## 外部連結
- 拉茲格勒地區新聞
- 拉茲格勒市政府 （页面存档备份，存于）